# Marcel Schweder
Marcel Schweder (* 22. Januar 1971 in Minden) ist ein deutscher Komponist.
Er komponiert hauptsächlich Musik für Film- und Hörspielproduktionen.
Marcel Schweder hat sich vornehmlich auf die Komposition von orchestraler Instrumentalmusik spezialisiert und lässt sich hierbei vor allem von den Meistern der spätromantischen Symphonik (Mahler, Sibelius u. a.) und des Impressionismus (etwa Debussy und Ravel) beeinflussen.
Seit 1999 ist Schweder als Komponist für zahlreiche Medienproduktionen, darunter Filme, Theaterstücke, Hörspiele, Hörbücher und andere Medienprojekte tätig geworden. Neben der Arbeit an Film und Hörspielprojekten, arbeitet der Komponist an seinen Werken für den Konzertsaal.
Schweder zu seiner Arbeitsauffassung: „Es ist meine Arbeitsauffassung, den jeweiligen Produktionen durch meine Musik nicht nur eine gefällige Untermalung mitzugeben, sondern vielmehr eine weitere Dimension hinzuzufügen. Musik sollte keine Nebensache sein. Sie sollte vielmehr ein Partner sein, die Geschichte aus einem anderen Blickwinkel miterzählen und mithelfen, den Rezipienten noch tiefer in das Geschehen eintauchen zu lassen. Und dabei spielt es keine Rolle, ob es sich um eine Filmproduktion handelt oder um ein interaktives Computerspiel.“
2009 entstand der „Mindener Rosenklang“. Ein Auftragswerk zum 250. Jahrestag der „Schlacht bei Minden“.